# Шабац
Ша̀бац (на сръбски: Šabac) е град в Западна Сърбия. Административен център е на Мачвански окръг и община Град Шабац.

## География
Намира се в историко-географската област Мачва. Разположен е на брега на река Сава.
Според преброяването от 2011 година градът има 53 919 жители. Населението общо на община Град Шабац е от 115 884, а на целия Мачвански окръг – 298 931 души.

## История
В края на XVIII – началото на XIX век, по време на войната на Австрия и Русия против Турция, градът-крепост Шабац преживява бурни времена. Известният руски „Енциклопедичен речник на Брокхауз и Ефрон“ разказва за събитията около града по следния начин.
„През 1788 година... турският гарнизон на Ш. се предал на австрийците на 23 април, след непродължително бомбардиране. След сключване на мир Ш. пак преминал във властта на турците. През 1804 г., при въстанието на сърбите против Турция, те в края на март взели Ш. с атака, но още през август турците ги изгонили от там. После сръбските войски, под началството на Георги Черни, пак приближили към Ш., и турците си тръгнали от там, без да окажат съпротивление. През декември 1805 г. неголям сръбски гарнизон, оставен в Ш., бил нападнат внезапно от неприятеля и целият избит. През януари 1806 г. сърбите, с по-значителни сили, обсадили града, но двукратният им опит да вземат Ш. с атака претърпял неуспех. През юли, когато част от останалите край Ш. войски заминала в подкрепление на главните сръбски сили, турски отряд от 5 хил. души, преминавайки през река Дрина, внезапно атакувал останалите край Ш. войски, изгонил ги и освободил крепостта. Узнавайки за това, Георги Черни потеглил с 8 хил. от Белград, разбил неприятелските войски между Баланя и Крупон и, оставяйки край Ш. 3 хил. души, се върнал в Белград. През август същата година турският гарнизон се опитал да се измъкне от Ш. със сила, но неудачно, а в началото на февруари 1807 г. се предал в капитуляция“.

## Личности
Родени в Шабац
- Драгомир Протич (1878 – 1905), сръбски революционер и офицер
- Фирмилиан Скопски (1852 – 1903), сръбски духовник
- Славица Чуктераш (1985), сръбска фолк-певица

Други
- Янко Веселинович – книжовник
- Лаза Лазаревич – книжовник
- Стоян Новакович – книжовник, академик, дипломат
- Шабан Шаулич – певец, композитор